# Megan Fox
Pour les articles homonymes, voir Fox.
Megan Fox est une actrice et mannequin américaine, née le 16 mai 1986 à Oak Ridge (Tennessee).
Elle est révélée au début des années 2000 par des rôles principaux à la télévision : Ocean Ave (2002-2003), puis la sitcom La Star de la famille (2004-2006). En 2004, elle joue avec Lindsay Lohan dans la comédie musicale à succès Le Journal intime d'une future star, puis dans le film romantique Crimes of Fashion.
En 2007 elle obtient le rôle de Mikaela Banes dans le blockbuster Transformers, réalisé par Michael Bay et produit par Steven Spielberg. En 2009, elle reprend son rôle dans la suite et tient aussi le premier rôle de la comédie horrifique Jennifer's Body pour lequel elle reçoit le Teen Choice Award de la meilleure actrice et évolue ensuite aux côtés de Josh Brolin dans le film de super-héros Jonah Hex (pour lequel elle est nommée pour deux Razzie Awards). En 2010, elle est la tête d'affiche du drame Passion Play, aux côtés de Mickey Rourke.
Par la suite, elle enchaîne durant les années 2010 des rôles dans les comédies : Friends with Kids (2011), The Dictator (2012), 40 ans : Mode d'emploi (2012).
Entre 2014 et 2017, elle retrouve Michael Bay au cinéma comme producteur en prêtant ses traits à April O'Neil dans le reboot de la franchise Ninja Turtles dans le premier film du même nom et dans sa suite, Ninja Turtles 2, ainsi qu'à la télévision dans les cinquième et sixième saisons de la série télévisée New Girl. En 2020, elle tient le rôle principal du film Rogue et poursuit avec d'autres longs métrages au cinéma.
Considérée comme un sex-symbol, elle apparaît fréquemment dans des magazines masculins tels que Maxim ou FHM,,.

## Biographie

### Jeunesse et formation
Née à Oak Ridge, dans le Tennessee en 1986, Megan Denise Fox est la fille cadette de Gloria Darlene Cisson (née le 14 juillet 1952), gestionnaire immobilier, et de Franklin Thomas Fox (né le 7 janvier 1951), agent de libération conditionnelle. Elle a une sœur aînée, Kristi Michelle Fox (née le 2 juin 1974), conseillère principale d'éducation au sein d'un lycée. Elle a des origines cherokee, française, anglaises et irlandaises.
Issue d'une famille pentecôtiste, elle est scolarisée dans des écoles catholiques pendant douze ans. Ses parents se séparent en 1989, puis finissent par divorcer en 1991 après plus de vingt ans de mariage. Sa mère se remarie en 1996 avec Anthony Matthew « Tony » Tonachio (25 juin 1933 - 30 mai 2011). Ensemble, ils élèvent Megan Fox de manière très stricte ; elle n'avait pas le droit d'avoir de petit-ami ou d'inviter des amis à la maison. Elle est restée chez sa mère et son beau-père jusqu'à ce qu'elle soit suffisamment autonome financièrement pour vivre seule.
Elle a commencé à prendre des cours d'art dramatique et de danse dès l'âge de 5 ans à Kingston dans le Tennessee. Elle a suivi des cours de danse puis elle est allée à la Kingston Elementary School et a fait partie de l'équipe de natation, les Clippers de Kingston. À l'âge de 10 ans, après s'être installée à St. Petersburg en Floride, Megan Fox continue sa formation. À l'âge de 13 ans, elle se lance dans le mannequinat après avoir remporté diverses récompenses comme les American Awards 1999 et Talent Convention. À l'âge de 17 ans, elle poursuit ses études par correspondance et part s'installer à Los Angeles afin de lancer sa carrière.
À l'école, elle est victime de harcèlement scolaire, notamment parce qu'elle prend un traitement contre l'hyperactivité. Elle a déclaré que le problème n'était pas son physique, mais plutôt son attitude car elle avait plus d'affinités avec les garçons qu'avec les autres filles. Elle a également déclaré : « Je ne faisais pas partie des populaires au lycée, tout le monde me détestait, et j'étais tout le temps bannie, mes amis n'étaient que des garçons, j'étais très agressive et les filles ne m'appréciaient pas à cause de ça. Durant toute ma vie, je n'ai eu qu'une seule amie. » Dans cette même entrevue, elle a aussi dit : « Je détestais l'école et je n'ai jamais cru en l'éducation formelle. »
Elle raconte qu'à l'âge de 20 ans, elle s'est découvert une peur de l'avion et que depuis, à chaque fois qu'elle est dans un avion, elle écoute la musique de Britney Spears,.

### Carrière

#### Révélation commerciale

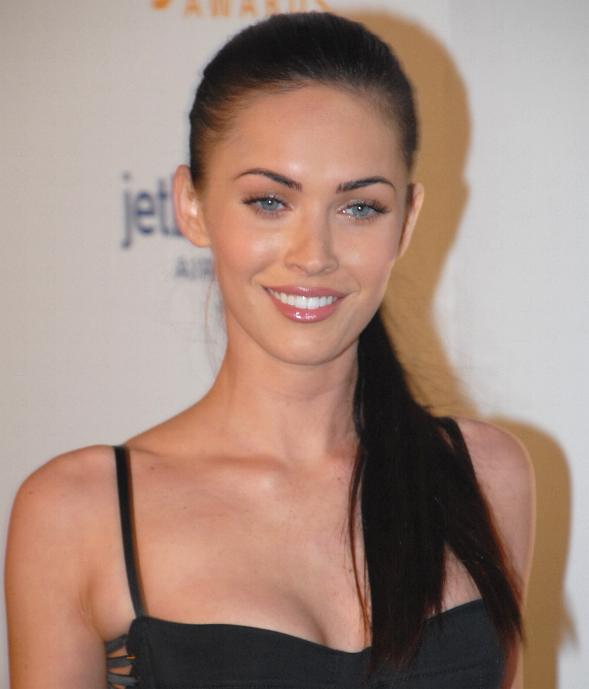
Megan Fox au Hollywood Life Magazine's 7th Annual Breakthrough Awards en 2007.

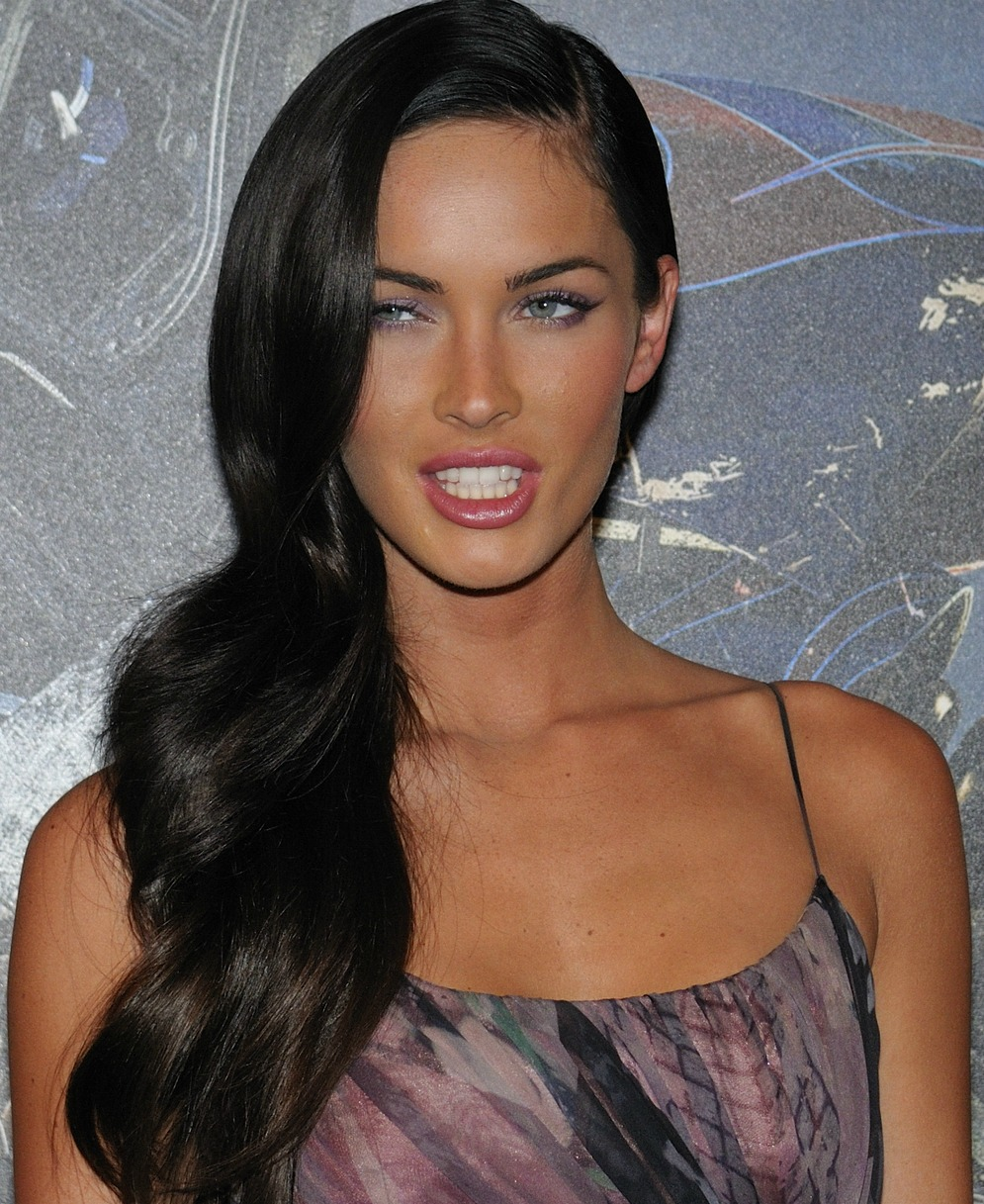
Megan Fox à l'avant-première de Transformers 2 : La Revanche à Paris en juin 2009.

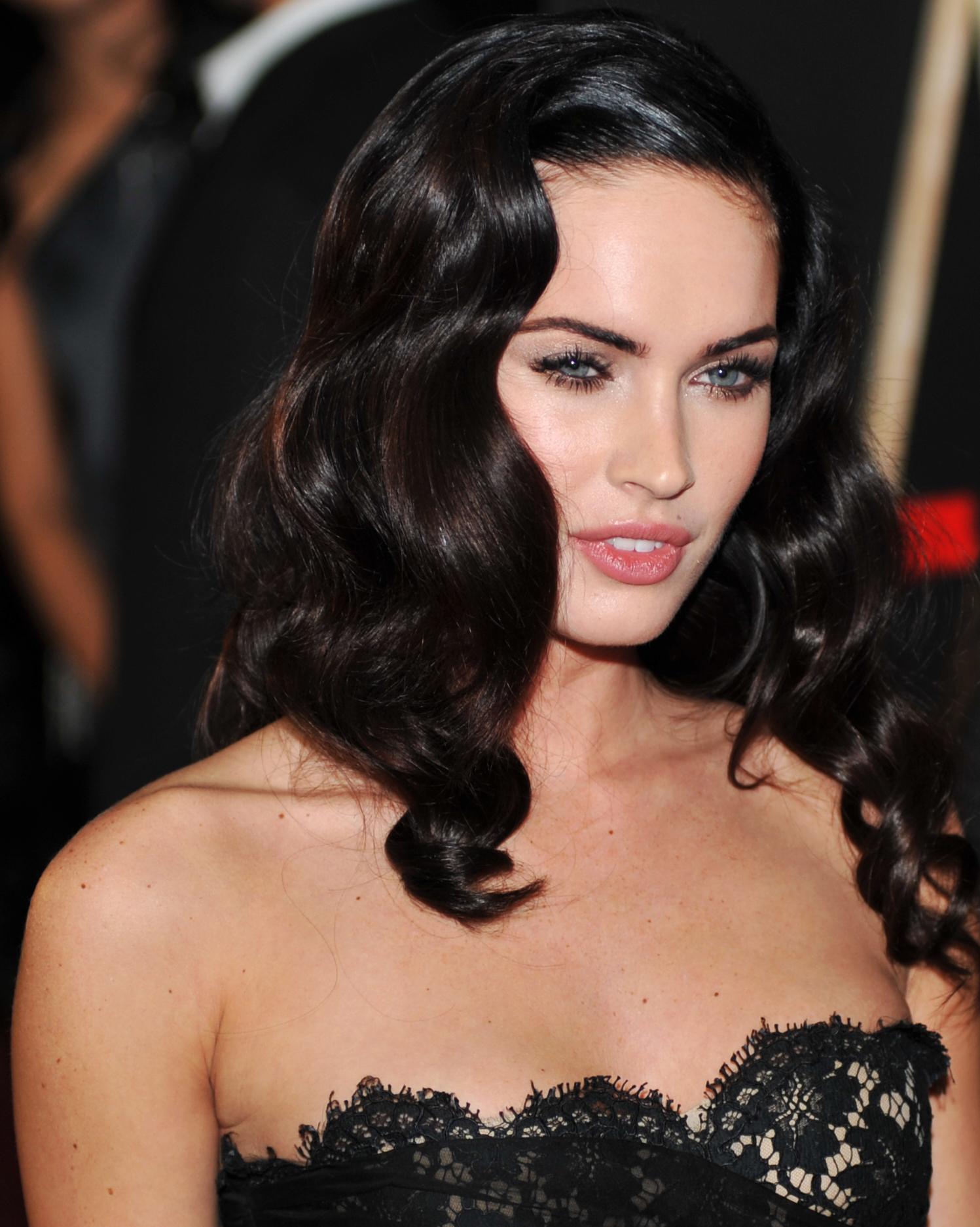
Megan Fox a l'avant-première de Jennifer's Body en septembre 2009.

À l'âge de 15 ans, elle fait ses débuts d'actrice dans le téléfilm Vacances sous les tropiques (Holiday in the Sun), où elle incarne Brianna Wallace, la rivale d'Alex Stewart (Ashley Olsen), sorti le 20 novembre 2001. Les années suivantes, elle participe à des sitcoms populaires comme Ce que j'aime chez toi et Mon oncle Charlie.
En 2004, elle joue dans le téléfilm Le Journal intime d'une future star aux côtés de Lindsay Lohan, où elle incarne Carla Santini. Cette même année, elle décroche le rôle de Sydney Shanowski dans la sitcom, La Star de la famille, où elle remplace l'actrice Nicole Paggi. Après être apparue dans les deuxième et troisième saisons, le programme est arrêté faute d'audiences, en 2006.
En 2007, elle passe au grand écran, en se voyant confier le rôle de Mikaela Banes dans le blockbuster de science-fiction Transformers. Elle y a pour partenaire une valeur montante, également formée sur des sitcoms, Shia LaBeouf. Son interprétation lui permet d'obtenir une nomination aux MTV Movie Awards dans la catégorie « Performances exceptionnelles » et d'être citée dans trois catégories lors des Teen Choice Awards. L'actrice signe rapidement pour deux suites du film. En juin de la même année, elle intègre le casting du film Un Anglais à New York de Robert B. Weide pour un rôle mineur, sorti le 3 octobre 2008 mais n'a pas été un grand succès au box-office.
En 2009, elle reprend son rôle dans le deuxième film Transformers, Transformers 2 : La Revanche. Il y a eu une certaine controverse autour de l'apparence de Megan Fox lors du tournage de ce deuxième film, lorsque Michael Bay, le réalisateur, lui a ordonné de prendre 5 kilos. Initialement, celle-ci devait jouer dans le troisième film de la saga mais elle a été refusée par la production, en particulier par le producteur Steven Spielberg, en raison de ses déclarations comparant le travail de Michael Bay à celui de Hitler.
La même année, elle obtient le rôle principal de la comédie horrifique Jennifer's Body aux côtés d'Amanda Seyfried, sorti le 18 septembre 2009. Scénarisé par Diablo Cody, le film déçoit la critique et n’a pas marché au box-office.
En 2010, elle connaît un flop avec le blockbuster Jonah Hex. Cette adaptation de comic-book portée par Josh Brolin dans le rôle-titre est considérée comme un accident industriel. La même année, elle apparait dans le très populaire clip de Love the Way You Lie de Rihanna et Eminem. De son côté, le groupe Bowling for Soup compose une chanson intitulée Dear Megan Fox dans l’Extended Play de l'album Fishin' for Woos, prévu pour 2011, en référence à l'actrice.

#### Virage comique
En 2011, l'actrice opère un virage dans sa carrière vers la comédie, lui permettant de passer à des productions plus ambitieuses où elle tient notamment un rôle secondaire dans la comédie dramatique chorale Friends with Kids.
En 2012, elle est dirigée par des tenors du genre : Sacha Baron Cohen pour The Dictator et Judd Apatow pour 40 ans : Mode d'emploi.
En 2014, elle retrouve Michael Bay pour le blockbuster Ninja Turtles, qu'il produit et dont la mise en scène est confiée à Jonathan Liebesman. Elle prête ses traits à la journaliste April O'Neil et malgré des mauvaises critiques, le film séduit le jeune public et une suite est commandée.
En mars 2015, à la suite de l'annonce de grossesse de Zooey Deschanel, l'équipe de production a confirmé commencer à travailler sur la cinquième saison de New Girl afin de ne pas intégrer la grossesse de l'actrice à l'écran. Puis en août 2015, la créatrice de la série annonce que celle-ci sera absente pour quatre épisodes et en septembre de la même année, qu'elle sera remplacée par Megan Fox durant cette période dans le rôle récurrent de Reagan lors de cette même saison.
En 2016, elle parvient parallèlement à garder un pied dans la comédie : en faisant partie de la bande réunie par James Franco pour sa réalisation, Zeroville.

## Vie privée

### Relations

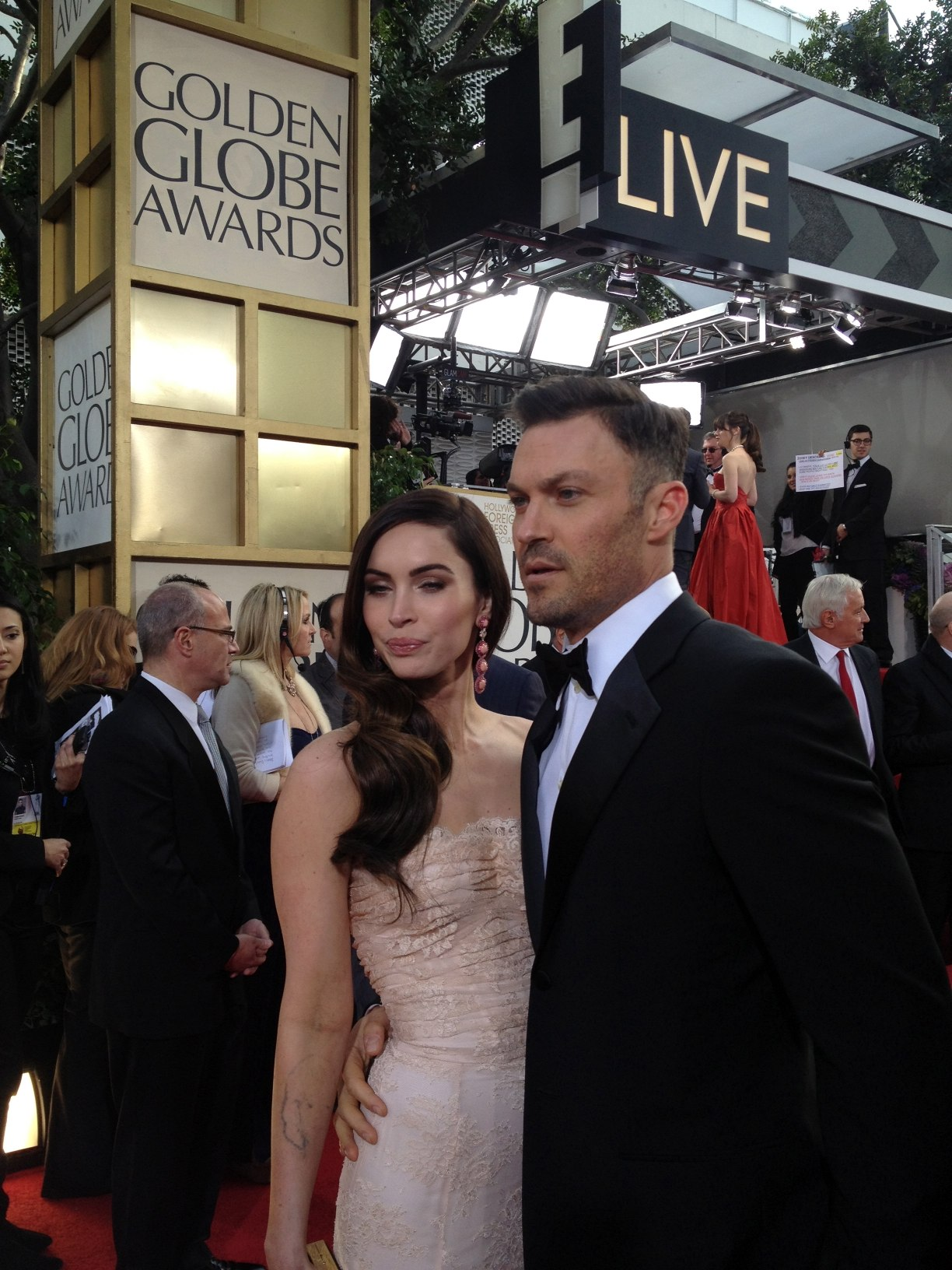
Megan Fox lors des Golden Globes en 2013, en compagnie de son mari de l'époque Brian Austin Green.

De 2000 à 2003, Megan Fox a été en couple avec Ben Leahy, un ami d'enfance.
De 2003 à 2004, elle a été en couple avec l'acteur David Gallagher.
En octobre 2004, à l'âge de 18 ans, elle rencontre l'acteur Brian Austin Green — alors âgé de 31 ans — sur le tournage de la série télévisée La Star de la famille. Elle se met rapidement en couple avec lui, malgré les réticences de l'acteur qui ne voulait pas fréquenter une femme beaucoup plus jeune que lui. Ils se fiancent en novembre 2006, mais se séparent en février 2009.
Elle a également eu une liaison avec l'acteur Shia LaBeouf lorsqu'ils tournaient le film Transformers, entre 2007 et 2008.
En avril 2009, elle se remet en couple avec Brian Austin Green – avec qui elle se fiance à nouveau le 1er juin 2010. Ils se marient en secret le 24 juin 2010 à Maui,. Elle devient alors la belle-mère de Kassius Lijah Marcil-Green (né le 30 mars 2002), issu de la précédente union de Brian Austin Green avec Vanessa Marcil. Le couple a ensuite deux fils : Noah Shannon Green (né le 27 septembre 2012) et Bodhi Ransom Green (né le 12 février 2014),.
En août 2015, le couple annonce qu'ils sont séparés depuis plus de six mois et qu'ils sont en procédure de divorce,. Cependant, en avril 2016, Megan Fox annonce qu'ils se sont remis ensemble et qu'elle est enceinte de leur troisième enfant. Le 4 août 2016, elle accouche de leur troisième fils, Journey River Green.
Le 25 avril 2019, Megan Fox annule leur divorce mais, le 18 mai 2020, Brian Austin Green annonce qu'ils sont séparés depuis quelques mois.

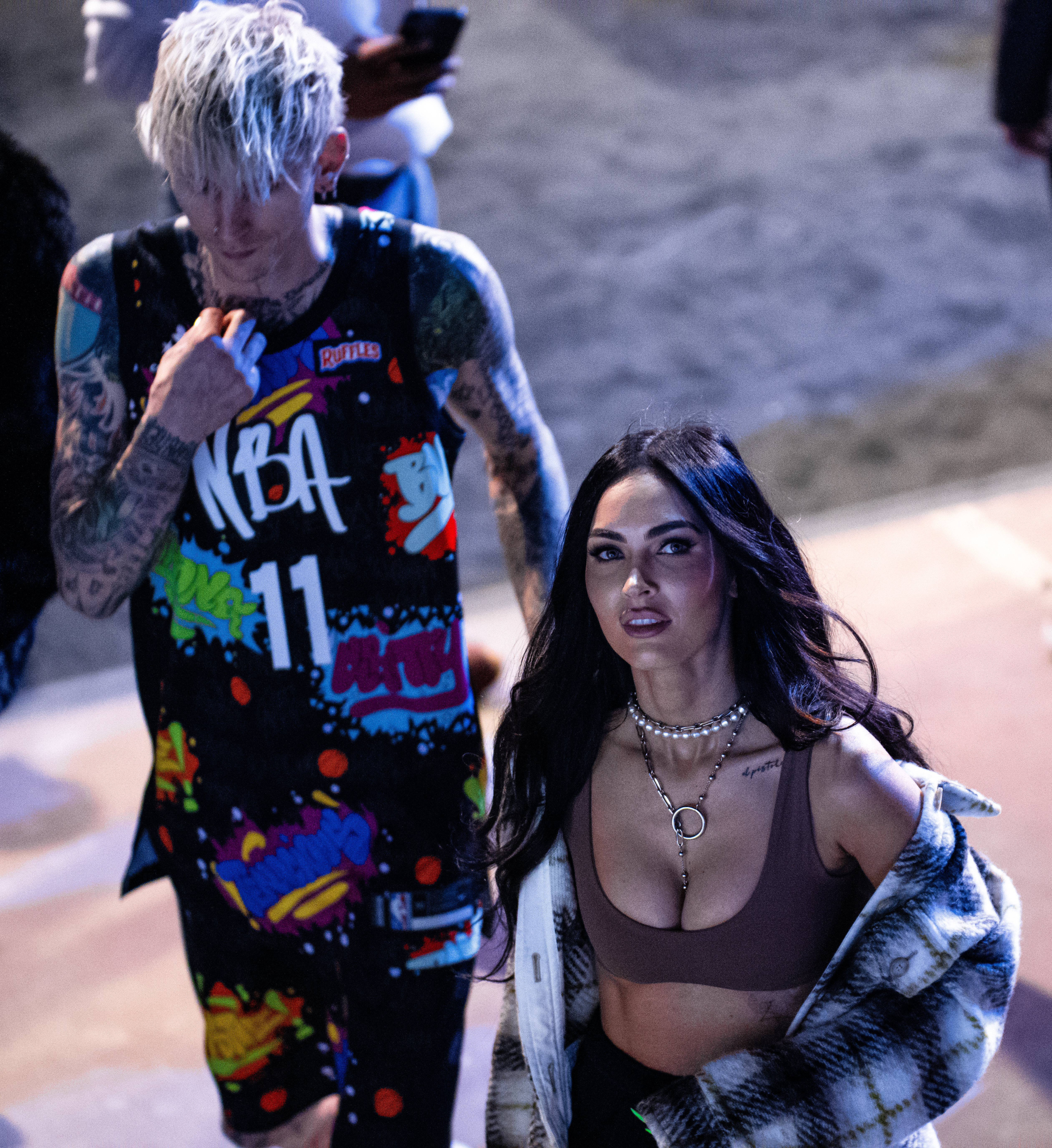
Megan Fox et son ex-fiancé Machine Gun Kelly en février 2022.

En juin 2020, Megan Fox officialise sa relation avec le rappeur Machine Gun Kelly et déclare que ce dernier est sa "flamme jumelle". Quelques mois plus tard, le 25 novembre 2020, l'actrice demande officiellement le divorce à Brian Austin Green. Leur divorce est prononcé le 15 octobre 2021. En juillet 2021, les tabloïds américains lui prête une relation avec la mannequin brésilienne Adriana Lima à la suite d'une publication Instagram de l'actrice. Le 11 janvier 2022, elle se fiance avec son compagnon. Le 12 février 2023, Megan Fox laisse sous-entendre sur ses réseaux sociaux qu'elle est séparée du rappeur, accusant ce dernier de l'avoir trompée. Plusieurs semaines plus tard, le couple se réconcilie mais le mariage est suspendu,. En novembre 2023, Megan Fox révèle dans son livre de poèmes Pretty Boys Are Poisonous, avoir subi une fausse couche alors qu'elle attendait une petite fille avec son fiancé. En mars 2024, l'actrice annonce avoir rompu ses fiançailles avec le rappeur. Le 11 novembre 2024, Megan Fox annonce être enceinte de son quatrième enfant,. Le 10 décembre 2024, la presse dévoile que l'actrice est séparée du rappeur. Le 27 mars 2025, elle donne naissance à une petite fille.

### Personnalité
En septembre 2008, Megan Fox indique être bisexuelle dans une interview pour le magazine GQ. Elle déclare qu'à l'âge de 18 ans, elle est tombée amoureuse d'une strip-teaseuse. Selon elle, « tous les êtres humains naissent avec la capacité d'être attirés par les deux sexes ». Megan Fox a publiquement manifesté son attirance pour l'actrice Olivia Wilde,,.
Selon elle-même, Megan Fox n'est pas très sociable : « Vous n'allez pas le croire, mais je ne sors jamais. Je n'aime pas les gens bourrés et en sueur dont le seul but est de coucher avec quelqu'un. Je reste chez moi et je joue au backgammon sur mon ordinateur. De temps en temps, je vais chez Color Me Mine pour faire de la poterie. »
Plus tard, elle déclare : « Je pourrais passer des journées et des semaines sans parler à qui que ce soit. » Elle précise : « Je n'ai jamais été très sociable, je préférais rester à la maison. Je n'ai jamais été en boîte ou à une fête, même pendant mon adolescence ou à 20 ans. » Elle explique également qu'elle n'a eu que deux hommes dans sa vie : « Mon amour de jeunesse et Brian. Je ne pourrais jamais coucher avec quelqu'un que je n'aime pas. Cette idée me rend malade. Je n'ai jamais été partante pour une aventure d'un soir,,. »
En 2012, elle s'est aussi exprimée plus amplement sur ses failles psychologiques. Elle a été diagnostiquée ayant un trouble obsessionnel compulsif (TOC) ainsi qu'un trouble du déficit de l'attention avec hyperactivité (TDAH), pour lequel elle prend des médicaments depuis son enfance.

## Image médiatique

### Les comparaisons avec Angelina Jolie
Megan Fox est souvent comparée à l'actrice Angelina Jolie, les médias la surnomment « la prochaine Angelina Jolie » en raison de leurs nombreux tatouages et parce qu'elles sont toutes les deux perçues comme des sex-symbols. Pour le casting du nouveau Lara Croft, elle a été pressentie pour remplacer Angelina Jolie mais n'a finalement pas eu le rôle.
À la suite de ces comparaisons, elle a déclaré : « Je suis une brune avec des tatouages, je jure, et auparavant je parlais de sexe. J'ai plaisanté à ce sujet, ce que les gens trouvent dangereux. Alors ils veulent me comparer constamment à elle. » Elle explique également : « Je suis persuadée qu'elle ne sait pas qui je suis. Mais si j'étais elle, je dirais : « Bordel, qui est cette fille dans Transformers ? » Je ne veux pas la rencontrer. Je serais gênée. »

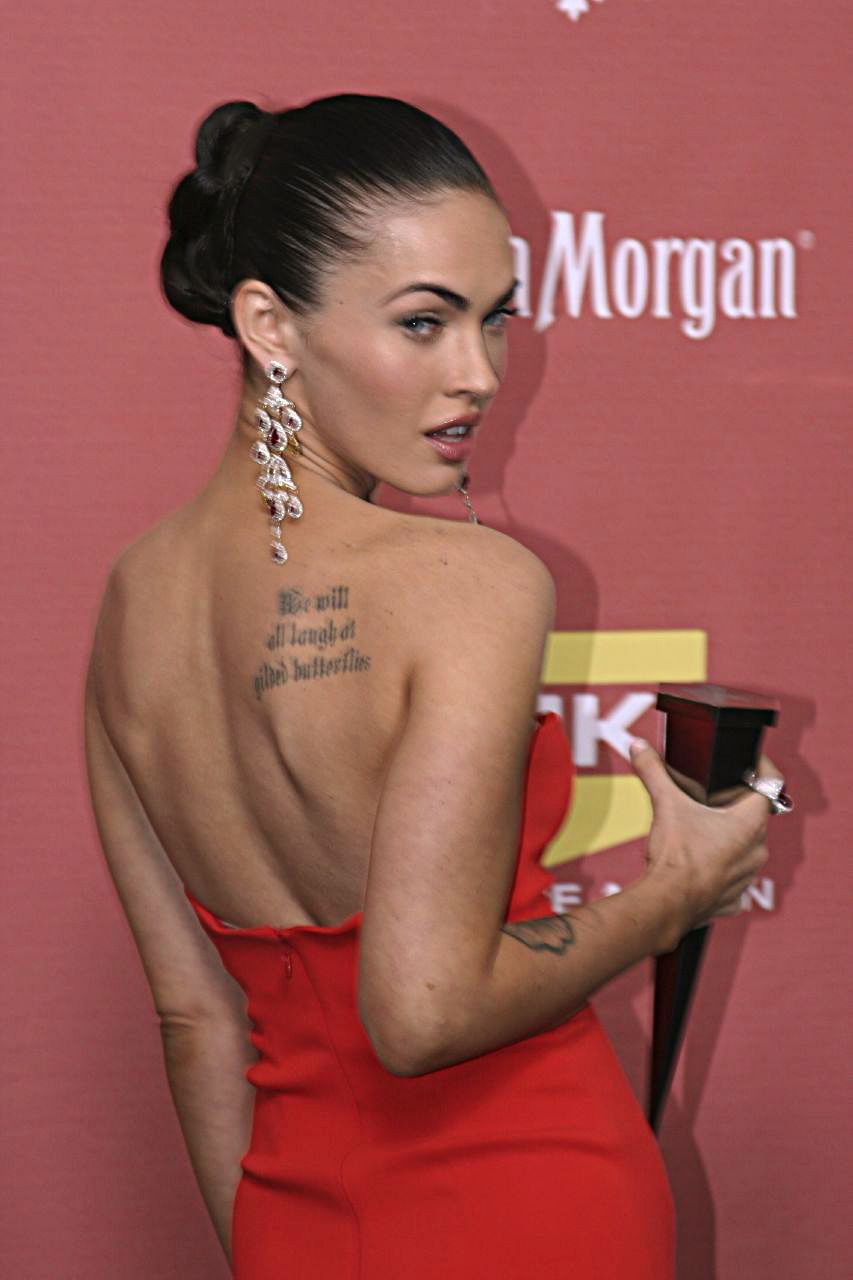
Megan Fox au Scream Awards en octobre 2007.

### Ses tatouages
Megan Fox possède dix tatouages :
1. Un poème écrit par Megan Fox sur le flanc gauche : « There once was a little girl who never knew love until a boy broke her HEART » (trad. litt. : « Il était une fois une petite fille qui n'avait jamais connu l'amour jusqu'à ce qu'un garçon lui brise le cœur ») ;
2. Une citation de Shakespeare sur l'omoplate droite : « We will all laugh at gilded butterflies » (trad. litt. : « Nous rirons tous des papillons dorés ») ;
3. Le visage de Marilyn Monroe sur son avant-bras droit, qu'elle a retiré en août 2011[80] ;
4. Le prénom de son ex-mari Brian Austin Green au-dessus de l'aine, qu'elle a remplacé en 2023 par un serpent orné de fleurs[81] ;
5. Un croissant de lune chevauchant une étoile à cinq branches au-dessus de la cheville droite[82] ;
6. Le mot « Force » en caractères chinois sur la nuque ;
7. Un tatouage tribal à l'intérieur du poignet gauche ;
8. Une phrase de Friedrich Nietzsche sur le flanc droit : « And those who were seen dancing were thought to be insane by those who could not hear the music » (trad. litt. : « Et ceux qui dansaient furent considérés comme fous par ceux qui ne pouvaient entendre la musique ») ;
9. L'expression espagnole « El Pistolero » (trad. litt. : « Le tireur ») sur la clavicule gauche, en référence au nom de scène de son compagnon Machine Gun Kelly.
10. Une poupée vaudou sur l'annulaire gauche qu'elle a en commun avec son compagnon Machine Gun Kelly.

## Filmographie

### Cinéma

#### Longs métrages
- 2001 : Vacances sous les tropiques (Holiday in the Sun) de Steve Purcell : Brianna Wallace (sorti directement en DVD)
- 2003 : Bad Boys 2 (Bad Boys II) de Michael Bay : la jeune en bikini qui danse au club sous la cascade[15] (non crédité)
- 2004 : Le Journal intime d'une future star (Confessions of a Teenage Drama Queen) de Sara Sugarman : Carla Santini
- 2007 : Transformers de Michael Bay : Mikaela Banes
- 2008 : Un Anglais à New York (How to Lose Friends and Alienate People) de Robert B. Weide : Sophie Maes
- 2008 : Whore de Thomas Dekker : Lost
- 2009 : Transformers 2 : La Revanche (Transformers: Revenge of the Fallen) de Michael Bay : Mikaela Banes
- 2009 : Jennifer's Body de Karyn Kusama : Jennifer Check
- 2010 : Jonah Hex de Jimmy Hayward : Lilah
- 2010 : Passion Play de Mitch Glazer : Lily Luster
- 2011 : Friends with Kids de Jennifer Westfeldt : Mary-Jane
- 2012 : The Dictator de Larry Charles : Megan Fox[n 1],[15] (caméo)
- 2012 : 40 ans : Mode d'emploi (This Is 40) de Judd Apatow : Desi
- 2014 : Ninja Turtles (Teenage Mutant Ninja Turtles) de Jonathan Liebesman : April O'Neil
- 2016 : Ninja Turtles 2 (Teenage Mutant Ninja Turtles: Out of the Shadows) de Dave Green : April O'Neil
- 2019 : À l'ombre des regards (en) (Above the Shadows) de Claudia Myers : Juliana[15]
- 2019 : Zeroville de James Franco : Soledad Paladin
- 2019 : La Bataille de Jangsari (Jangsa-ri 9.15) de Kwak Kyung-taek et Tae-hun Kim : Marguerite Higgins
- 2020 : Think Like a Dog de Gil Junger : Ellen
- 2020 : Rogue de M. J. Bassett : Samantha O'Hara
- 2021 : Till Death (en) de Scott Dale : Emma[15]
- 2021 : La Proie (Midnight in the Switchgrass) de Randall Emmett : Rebecca Lombardi
- 2021 : Night Teeth d'Adam Randall : Grace
- 2022 : Taurus (en) de Tim Sutton : Mae
- 2022 : Big Gold Brick de Brian Petsos : Jacqueline
- 2022 : Good Mourning de Machine Gun Kelly et Mod Sun : Kennedy
- 2023 : Expendables 4 (The Expendables 4) de Scott Waugh : Gina
- 2023 : Johnny et Clyde de Tom DeNucci : Alana Hart
- 2024 : Subservience de S. K. Dale : Alice

#### Courts métrages
- 2010 : Hot for Teachers d'Eric Appel : elle-même
- 2010 : The Tip de Johan Renck : elle-même

### Télévision

#### Téléfilms
- 2004 : Crimes of Fashion : Candace
- 2012 : Robot Chicken: DC Comics Special de Seth Green : Lois Lane (téléfilm d'animation, voix originale)[15]

#### Séries télévisées
- 2002-2003 : Ocean Ave : Ionne Starr (122 épisodes)
- 2003 : Ce que j'aime chez toi (What I Like About You) : Shannon (saison 2, épisode 5)
- 2004 : Mon oncle Charlie (Two and a Half Men) : Prudence (saison 1, épisode 12)
- 2004 : The Help : Cassandra Ridgeway (3 épisodes)
- 2004-2006 : La Star de la famille (Hope and Faith) : Sydney Shanowski (48 épisodes)
- 2010 : Funny or Die Presents… : Megan Fox[n 1] (saison 1, épisode 9)
- 2011 : Robot Chicken : Megan Fox[n 1] / Lois Lane (animation, voix originale - saison 5, épisode 15)
- 2012 : Wedding Band : Alexa (saison 1, épisode 2)
- 2016-2017 : New Girl : Reagan Lucas[26] (15 épisodes[25])
- 2023 : Dave : Megan Fox[n 1] (saison 3, épisode 8)

### Jeux vidéo
- 2007 : Transformers, le jeu : Mikaela Banes (voix originale)
- 2009 : Transformers : La Revanche : Mikaela Banes (voix originale)
- 2023 : Mortal Kombat 1 : Nitara (voix originale)

### Documentaires
- 2007 : Their War : elle-même
- 2007 : Our World : elle-même
- 2009 : Making of… Transformers: Die Rache : elle-même
- 2009 : The Human Factor: Exacting Revenge of the Fallen : elle-même
- 2010 : Biography : elle-même (série documentaire, épisode : Megan Fox)
- 2011 : Na Nai'a: Legend of the Dolphins[15] de Jonathon Kay : la narratrice (voix originale)

### Émissions
- 2009 : Le Grand Journal de Canal+ : elle-même (talk show, 1 épisode)
- 2009 : Xposé : elle-même (talk show, 1 épisode)
- 2012-2014 : Chelsea Lately : Desi / elle-même (talk show, 2 épisodes - images d'archives)
- 2014 : Circus Halligalli[15] (talk show, 1 épisode[15])
- 2018 : Legends of the Lost with Megan Fox (en) sur Travel Channel (série de documentaires pseudoarchéologiques, 4 épisodes)

### Clips
- 2010 : Love the Way You Lie d'Eminem featuring Rihanna : Kimberly Scott
- 2020 : Bloody Valentine de Machine Gun Kelly : Megan Fox[n 1]
- 2020 : Drunk Face de Machine Gun Kelly : Megan Fox[n 1]
- 2024 : Lonely Road de Machine Gun Kelly et Jelly Roll

## Distinctions
Sauf indication contraire, les informations mentionnées dans cette section peuvent être confirmées par la base de données cinématographiques IMDb,  présente dans la section « Liens externes ».

### Récompenses
- Teen Choice Awards 2009 :
  - Star de cinéma féminine de l'été
  - Femme la plus sexy de l'année 2009
- Spike Video Game Awards 2009 : meilleure performance pour le personnage féminin dans Transformers : La Revanche, le jeu vidéo[réf. nécessaire]
- Scream Awards 2009 : meilleure actrice de science-fiction pour Transformers 2 : La Revanche
- Teen Choice Awards 2010 : meilleure actrice dans un film d'horreur ou un thriller pour Jennifer's Body

### Nominations
- Scream Awards 2007 : meilleur espoir pour Transformers
- Kids' Choice Awards 2010 : meilleure actrice dans un film pour Transformers 2 : La Revanche

### Autres distinctions
- FHM 2008 (éditions internationales) : femme la plus sexy de l'année 2008
- FHM 2008 (éditions espagnoles) : 3e plus belle femme du monde 2008
- Maxim 2008 : plus belle femme du monde 2008

- FHM 2009 (éditions internationales) : femme la plus sexy de l'année 2009
- FHM 2009 (éditions américaines) : femme la plus sexy de l'année 2009
- Heat 2009 : célébrité ayant le corps le plus enviable
- Maxim 2009 : 2e plus belle femme du monde 2009
- FHM (éditions françaises) : femme la plus sexy de l'année 2010

## Voix francophones
En France, Caroline Anglade est la voix française régulière de Megan Fox,,,. Aurélia Bruno et Kelly Marot l'ont également doublée à deux occasions.
Au Québec, Catherine Proulx-Lemay est la voix québécoise la plus régulière de l'actrice.